# 罗伯特·凯恩 (化学家)
罗伯特·凯恩爵士（1809年9月24日—1890年2月16日）是一位爱尔兰化学家和教育家，出生于都柏林亨利街，其父参加过1798年爱尔兰起义，1834年毕业于都柏林三一學院，1841年获皇家獎章。